# 魚貫村
魚貫村（うおぬきむら）は熊本県の天草諸島、天草下島に存在していた村。

## 歴史
- 1889年（明治22年）4月1日 - 町村制の施行に伴い、単独で自治体を形成。
- 1954年（昭和29年）7月1日 - 魚貫村が深海村・二浦村・牛深町・久玉村と合併して牛深市が発足。